# 화순도암중학교
화순도암중학교(和順道岩中學校)는 대한민국 전라남도 화순군 도암면 원천리에 있는 공립 중학교이다.

## 학교 연혁
- 1971년 1월 16일 : 화순도암중학교 설립인가
- 1971년 3월 11일 : 화순도암중학교 개교
- 2023년 9월 1일 : 제19대 정석철 교장 부임
- 2025년 1월 9일 : 제51회 1명 졸업(졸업생 수 3,383명)

## 참고 자료
- 화순도암중학교 - 한국교육학술정보원 학교알리미